# Lee (Nevada)
Lee é uma área não incorporada e cidade fantasma situada no condado de Elko, no estado de Nevada.  Lee fica localizada nos sopés ocidentais da cadeia montanhosa das Montanhas Ruby.

## História
Várias quintas e ranchos foram arrendados na área durante a década de 1870 que tinham como mercado as vilas de Elko, Tuscarora e Eureka.A vila de Lee, contudo só surgiu em 1881, quando a Eureka Flour Mill Company (Fábrica de farinha) foi ali fundada. A construção da fabrica teve um custo de 19.000 dólares e começou a funcionar em novembro de 1881 e produzia oitenta barris de farinha por dia.pequena localidade de Lee passou a ter 50 habitantes. A fábrica, contudo foi atingida por um incêndio em 1910. A fábrica foi reconstruída e funcionou até 1917, quando o racionamento durante a Primeira Guerra Mundial tornou a fábrica inútil.O edifício da fábrica passou a ser utilizado para atividades recreativas até a um novo incêndio o destruir na década de 1930. A população começou a diminuir, mesmo após algumas inovações tecnológicas ali chegarem: linhas telefónicas em 1911 e a eletricidade em 1963. O distrito escolar foi extinto em 1957. Na atualidade, Lee é uma pequena vila com cerca de 50 habitantes. Vários edifícios antigos, como a escola permanecem intactos.